# 月亮姐姐 (主持人)
王淏（1978年10月6日—），主持名月亮姐姐，中国少儿节目主持人。

## 人物生平
约2000年，毕业于北京广播学院（今称中国传媒大学）。
1998年开始，担任中央电视台青少中心的节目主持人。
2017年，育有一子。
2021年出版书籍《月亮姐姐当妈妈》。

## 主持节目
- 《七巧板》
- 《东方儿童》
- 《美食美客》（2007）[6]

另有若干央视少儿频道节目。

## 演出
- 2021年中央广播电视总台春节联欢晚会